# UFC 41
UFC 41: Onslaught fue un evento de artes marciales mixtas celebrado por Ultimate Fighting Championship el 28 de febrero de 2003 en el Boardwalk Hall, en Atlantic City, Nueva Jersey, Estados Unidos.

## Resultados

### Tarjeta preliminar
- Peso ligero: Yves Edwards vs. Rich Clementi

Edwards derrotó a Clementi vía sumisión (rear naked choke) en el 4:07 de la 3ª ronda.
- Peso pesado: Gan McGee vs. Alexandre Dantas

McGee derrotó a Dantas vía TKO (golpes) en el 4:49 de la 1ª ronda.
- Peso ligero: Din Thomas vs. Matt Serra

Thomas derrotó a Serra vía decisión dividida. Originalmente, Matt Serra ganó por decisión mayoritaria.

### Tarjeta principal
- Peso pesado: Vladimir Matyushenko vs. Pedro Rizzo

Matyushenko derrotó a Rizzo vía decisión unánime.
- Peso medio: Matt Lindland vs. Phil Baroni

Lindland derrotó a Baroni vía decisión unánime (29–28, 29-28, 29-28).
- Peso pesado: Frank Mir vs. Tank Abbott

Mir derrotó a Abbot vía sumisión (toe hold) en el 0:46 de la 1ª ronda.
- Campeonato de Peso Ligero: Caol Uno vs. B.J. Penn

Penn y Uno empataron en un empate dividido (48-47, 46-48, 48-48).
- Campeonato de Peso Pesado: Ricco Rodriguez (c) vs. Tim Sylvia

Sylvia derrotó a Rodriguez vía KO (golpes) en el 3:06 de la 1ª ronda para convertirse en el nuevo Campeón de Peso Pesado de UFC.

## Llaves del torneo de peso ligero
|  | Semifinales (UFC 39) | Semifinales (UFC 39) | Semifinales (UFC 39) |  |  | Final | Final | Final |  |
|  |                      |                      |                      |  |  |       |       |       |  |
|  |                      |                      |                      |  |  |       |       |       |  |
|  | Caol Uno             |                      |                      |  |  |       |       |       |  |
|  |                      |                      |                      |  |  |       |       |       |  |
|  | Din Thomas           |                      |                      |  |  |       |       |       |  |
|  |                      | Caol Uno             |                      |  |  |       |       |       |  |
|  |                      |                      |                      |  |  |       |       |       |  |
|  |                      |                      | BJ Penn              |  |  |       |       |       |  |
|  | BJ Penn              |                      |                      |  |  |       |       |       |  |
|  |                      |                      |                      |  |  |       |       |       |  |
|  | Matt Serra           |                      |                      |  |  |       |       |       |  |
|  |                      |                      |                      |  |  |       |       |       |  |
|  |                      |                      |                      |  |  |       |       |       |  |